# Studánka
Studánka (en allemand : Schönbrunn) est une commune du district de Tachov, dans la région de Plzeň, en République tchèque. Sa population s'élevait à 547 habitants en 2022.

## Géographie
Studánka se trouve à 4 km au sud-ouest du centre de Tachov, à 56 km à l'ouest de Plzeň et à 136 km à l'ouest-sud-ouest de Prague.
La commune est limitée par Tachov au nord et à l'est, par Dlouhý Újezd au sud, et par Lesná à l'ouest.

## Histoire
La première mention écrite de la localité date de 1407.

## Transports
Par la route, Studánka se trouve à 3 km de Tachov, à 65 km de Plzeň et à 160 km de Prague. 